# Scinax faivovichi
Scinax faivovichi är en groddjursart som beskrevs av Brasileiro, Oyamaguchi och Célio F.B. Haddad 2007. Scinax faivovichi ingår i släktet Scinax och familjen lövgrodor. IUCN kategoriserar arten globalt som akut hotad. Inga underarter finns listade i Catalogue of Life.